# Cerovac (Gračac)
Cerovac je selo u Zadarskoj županiji.

## Upravna organizacija
Upravno pripada općini Gračcu.

## Zemljopisni položaj
Nalazi se istočno od Dubokog Dola i sjeverozapadno od Zrmanje Vrela.

## Stanovništvo
| broj stanovnika |       |       | 87    | 211   | 297   | 343   | 392   | 342   | 296   | 302   | 268   | 158   | 63    | 36    | 5     | 3     | 2     |
|                 | 1857. | 1869. | 1880. | 1890. | 1900. | 1910. | 1921. | 1931. | 1948. | 1953. | 1961. | 1971. | 1981. | 1991. | 2001. | 2011. | 2021. |

## Promet
Nalazi se nekoliko km zapadno od državne ceste D1 te nekoliko km južno od željezničke pruge Split-Zagreb.

## Povijest
Kao naselje ga se bilježi od 1880. godine, a u registrima je pod imenom Gornjih Cerovaca sve do popisa 1953. godine. Popisi od prije 1880. stanovnike tog područja se bilježilo kao dijelom stanovnika Zrmanje Vrela. 2001. je imao 5 stanovnika.